# 도다이지 (도움문서)
동대사(東大寺)는 대구광역시 수성구 달구벌대로 541길 85-13에 있는 절이다.

## 지정 문화재
- 대구 동대사 고려불경 일괄 - 대구광역시의 유형문화재 제63호